# Punta Umbría
Punta Umbría este un oraș din provincia Huelva, Spania. Se află lângă Oceanul Atlantic, la o altitudine de 6 m deasupra nivelului mării. Are o suprafață de 38 km². Populația este de 16.137 locuitori, determinată în 2024, prin registru de stare civilă[*].